# Алуј
Алуј (фр. Allouis) је насељено место у Француској у региону Центар, у департману Шер.
По подацима из 2011. године у општини је живело 961 становника, а густина насељености је износила 27,0 становника/km².

## Демографија
| 1962. | 1968. | 1975. | 1982. | 1990. | 2011. |
| ----- | ----- | ----- | ----- | ----- | ----- |
| 623   | 551   | 562   | 639   | 706   | 961   |